# Anacodon
Anacodon is een geslacht van uitgestorven hoefdierachtige zoogdieren behorend tot de Arctocyonidae die in het Laat-Paleoceen en Vroeg-Eoceen in Noord-Amerika leefden.

## Fossiele vondsten
Fossielen van Anacodon zijn gevonden in de Verenigde Staten en Canada. Er zijn drie soorten beschreven:
- A. ursidens - de typesoort werd in 1882 door Edward Drinker Cope beschreven. Fossielen van deze soorten zijn gevonden in Montana en Wyoming en dateren uit de North American Land Mammal Ages Tiffanian en Wasatchian.
- A. cultridens - William Diller Matthew beschreef deze soort in 1915 aan de hand van fossiele vondsten in Wyoming daterend uit het Wasatchian.
- A. nexus - deze soort leefde tijdens het Clarkforkian en werd in 1956 door Gazin beschreven na fossiele vondsten in Wyoming.

Op Ellesmere Island zijn verder fossielen gevonden van Anacodon die niet tot op soortniveau beschreven konden worden.

## Kenmerken
Anacodon had sabeltanden in de bovenkaak met benige schedes in de onderkaak. Dit geslacht had een beerachtige bouw maar met een langer lichaam, een lange staart en grote kop. Anacodon was een op de grond levende omnivoor met het formaat van een wolf (A. ursidens) tot kleine beer (A. cultridens). Het dier had aanpassingen voor zowel krachtig graven als klimmen.